# Frères Hildebrandt
Les frères Hildebrandt sont des jumeaux qui travaillent ensemble en tant qu'artistes dans la fantasy et la science-fiction. Greg et Tim Hildebrandt sont nés le 23 janvier 1939 à Detroit, dans le Michigan. Tim Hildebrandt est mort le 11 juin 2006 à New Brunswick (New Jersey). Greg Hildebrandt est mort le 31 octobre 2024 à Denville (New Jersey).

## Biographie
Ils ont commencé leur parcours professionnel en 1959. Ils sont connus pour leurs illustrations du Seigneur des anneaux et de la seconde affiche du premier Star Wars, ainsi que pour leurs illustrations de comics et de cartes à jouer et collectionner.
Ils ont publié un livre, Greg & Tim Hildebrandt: The Tolkien Years, qui présente les illustrations que les jumeaux ont consacrées à l'œuvre de Tolkien dans les années 1970.

### Carrière
Nés à Detroit, Michigan, Greg et Tim Hildebrandt ont étudié à l'école d'art Meinzinger Art School (en), et ont commencé à peindre professionnellement en 1959 sous le nom de Brothers Hildebrandt. Les frères avaient tous deux l'ambition de travailler comme animateurs pour Walt Disney, et bien qu'ils n'aient jamais réalisé ce rêve, leur travail a été fortement influencé par le style d'illustration des Films de Disney tels que Blanche-Neige, Pinocchio et Fantasia. Ils ont également été influencés par les illustrations des comics et des livres de science-fiction et, notamment, par les œuvres de Norman Rockwell et de Maxfield Parrish.
Les frères Hildebrandt sont surtout connus pour leurs illustrations populaires du calendrier du Seigneur des anneaux, celles pour des bandes dessinées pour Marvel Comics et DC Comics, des peintures à l'huile originales pour une édition limitée de The Sword of Shannara de Terry Brooks, ainsi que pour leurs illustrations des jeux de cartes à collectionner Magic : L'Assemblée et Harry Potter pour Wizards of the Coast.
En 1977, les frères sont contactés par la 20th Century Fox pour réaliser une affiche pour la sortie au Royaume-Uni du film Star Wars. Une affiche promotionnelle avait déjà été produite aux États-Unis par l'artiste Tom Jung (en), mais les dirigeants de la Fox l'avaient jugée « trop sombre ». Les frères Hildebrandt s'étaient fait une réputation en travaillant sur le calendrier du Seigneur des anneaux et sur une affiche conceptuelle pour le film Frankenstein Junior, et la Fox leur a demandé de retravailler l'image. Les jumeaux ont dû travailler dans des délais très courts et se sont relayés pour produire un produit fini en 36 heures. Leur version de l'affiche, appelée « Style “B” », a été distribuée pour être utilisée sur les panneaux d'affichage des cinémas britanniques pour la sortie du film au Royaume-Uni, et est devenue leur œuvre la plus connue. Reprenant la même disposition que l'affiche de Jung (« Style “A” »), elle représente le personnage de Luke Skywalker dans une pose héroïque, brandissant un sabre laser étincelant au-dessus de sa tête, la Princesse Leia se tenant en dessous de lui, une grande image fantomatique du casque de Darth Vader se dessinant derrière eux. Les personnages centraux sont entourés de représentations plus petites d'autres personnages et d'un montage de starfighters en combat au milieu d'un océan d'étoiles,. Jung et les Hildebrandt avaient tous les trois travaillé sur leurs affiches sans se référer à des photographies de la distribution réelle, et la Fox et Lucasfilm ont par la suite décidé qu'ils voulaient promouvoir le nouveau film avec une représentation moins stylisée et plus réaliste des personnages principaux. Le producteur Gary Kurtz a demandé au dessinateur d'affiches Tom Chantrell (en) de peindre une nouvelle version à partir de photos du film et de photos publicitaires. Star Wars est sorti dans les salles de cinéma britanniques le 27 décembre 1977 et l'affiche des Hildebrandt a continué d'être utilisée jusqu'à la fin janvier 1978, date à laquelle elle a été remplacée par l'affiche de Chantrell (« Style “C” »).
Malgré leur forte association avec les œuvres de J. R. R. Tolkien, les frères n'ont pas participé à la production de la version animée de Ralph Bakshi du Seigneur des Anneaux (1978), ce qui a été une source de déception pour eux. En 1981, les Hildebrandt ont reçu une autre commande d'affiche, pour un film d'heroic fantasy sur la mythologie grecque, Le Choc des Titans. Ensemble, les frères ont développé un concept pour un film fantastique, Urshurak ; bien que cela n'ait jamais été produit, les Hildebrandt ont collaboré avec l'auteur Jerry Nichols pour publier Urshurak, sous la forme d'un roman fantastique illustré, en 1979.
Le manque de succès de Urshurak peut avoir contribué à leur décision de travailler indépendamment l'un de l'autre, et en 1981 les frères ont commencé à poursuivre des carrières séparées. Greg a peint des couvertures pour les magazines Omni et Heavy Metal et a illustré un certain nombre de livres, dont la Merlin Trilogy de Mary Stewart, The Wizard of Oz, Aladdin, Robin Hood, Dracula et The Phantom of the Opera. Tim a également créé des couvertures de livres tels que The Time of the Transference (en) et The Byworlder (en), ainsi que pour le magazine Amazing Stories, de même que des calendriers illustrés basés sur des thèmes fantastiques tels que Donjons et Dragons. Après 12 ans, les frères se sont réunis pour collaborer à des travaux pour Marvel Comics, pour Stan Lee, et à de nombreux projets de livres.
Greg Hildebrandt Jr. a également apporté une contribution majeure à la production d'un livre intitulé Greg & Tim Hildebrandt: The Tolkien Years, qui donne un aperçu des œuvres d'art de la thématique Tolkien, produites par Greg et Tim dans les années 1970.
Les illustrations des frères Hildebrandt pour Le Seigneur des anneaux sont présentées dans le jeu de cartes à collectionner Magic : L'Assemblée sous forme de cartes sans bordure.

#### Travail en solo de Greg et vie familiale
Individuellement, Greg a contribué à l'illustration des albums et des produits dérivés des concerts du Trans-Siberian Orchestra. Il a également réalisé la pochette de l'album Mob Rules de 1981 de Black Sabbath. Il a commencé ses illustrations de pin-up d'American Beauties en 1999. En 2019, il a été annoncé que Greg fournirait la couverture d'une nouvelle série de bandes dessinées Star Trek (en), Star Trek : Year Five, chez IDW Publishing. C'était la première fois que Greg travaillait sur la franchise Star Trek.
Au cours des années 1980 et 1990, Greg a illustré un certain nombre de livres classiques. Ceux-ci vont de Greg Hildebrandt's Favorite Fairy Tales, Alice's Adventures in Wonderland, Peter Cottontail's Surprise, Peter Pan ou Robin Hood à Dracula, Poe : Stories and Poems et The Phantom of the Opera. Pendant cette période, Greg a également illustré les livres noëliens Christmas Treasury et Treasures of Chanukah[réf. souhaitée].

En avril 2022, Greg a été remarqué parmi les plus de trois douzaines de créateurs de bandes dessinées qui ont contribué au livre anthologique d'Operation USA, Comics for Ukraine : Sunflower Seeds, un projet mené par l'éditeur Scott Dunbier dont les bénéfices seraient reversés aux efforts d'aide aux réfugiés ukrainiens résultant de l'invasion russe de l'Ukraine de février 2022,. Greg, qui a rejoint le projet au cours de sa deuxième semaine, a expliqué les raisons de sa contribution comme suit : 
« Neither Jean nor I ever expected to live long enough to see Russia attack any country simply out of greed. The savagery we have witnessed in these past weeks is beyond anything we can fathom. Our hearts break for the people of Ukraine. The loss of life is stunning. The monstrously evil insanity of Putin's War is equal to the Turks attempt to exterminate the Armenians in WWI and Hitler's attempt to exterminate the Jews in WWII. Any project that I can lend my art to that will thwart Putin is a project I will join with all my heart, soul and mind. »
« Ni Jean ni moi ne nous attendions à vivre assez longtemps pour voir la Russie attaquer un pays par simple appât du gain. La sauvagerie dont nous avons été témoins ces dernières semaines dépasse tout ce que nous pouvons imaginer. Nos cœurs se brisent pour le peuple ukrainien. Les pertes humaines sont stupéfiantes. La folie monstrueuse de la guerre de Poutine équivaut à la tentative des Turcs d'exterminer les Arméniens pendant la Première Guerre mondiale et à la tentative d'Hitler d'exterminer les Juifs pendant la Seconde Guerre mondiale. Tout projet auquel je peux prêter mon art pour contrecarrer Poutine est un projet auquel je me joindrai de tout mon cœur, de toute mon âme et de tout mon esprit. »
Greg a épousé sa première femme, Diana F. Stankowski, en 1963. Diana l'a aidé dans ses projets artistiques et a été le modèle de la princesse Leia sur l'affiche du film Star Wars. Ils ont eu deux filles et un fils. En 1991, Greg a commencé à vivre avec une collègue de longue date, Jean Scrocco. Le couple s'est marié en 2009. Greg est mort le 31 octobre 2024, à l'âge de 85 ans.

#### Travail en solo de Tim et vie familiale
Tim Hildebrandt, de son côté, a illustré des livres pour enfants, deux calendriers pour Donjons et Dragons et l'affiche du film de 1982, Brisby et le secret de NIMH ; son art a également été utilisé dans des publicités par AT&T et Levi's.
Tim a été producteur associé du film de science-fiction de 1983 sur le thème de l'horreur, The Deadly Spawn, filmé dans la maison victorienne de Tim et Rita à Gladstone[réf. souhaitée].
Tim a épousé Rita Murray, qui a ensuite conçu et créé les costumes pour les œuvres du Seigneur des anneaux. Ensemble, ils ont eu un fils. Tim Hildebrandt est mort le 11 juin 2006, à l'âge de 67 ans, des suites de complications liées au diabète.

## Récompenses
Tim a remporté le World Fantasy Award for Best Artist (en) en 1992. Tous deux ont reçu le Inkpot Award en 1995. En 2010, Greg Hildebrandt a reçu le Prix Chesley pour l'ensemble de sa carrière artistique de la part de l'Association of Science Fiction and Fantasy Artists (en). Ensemble, les frères ont reçu la médaille d'or de la Society of Illustrators (en).

## Œuvres
- The Lord of the Rings
- Black Sabbath - Mob Rules (couverture)
- The Deadly Spawn
- X-Men 2099 #1, 1995 (Marvel comics)
- The Darkness (Top Cow)
- Alice's Adventures in Wonderland
- Dracula
- The Wizard of Oz
- A Christmas Treasury
- Hearthstone: Heroes of Warcraft